# Оперета
Опере́та (італ. operetta — маленька опера) — музично-сценічна вистава переважно розважального характеру, що поєднує монологічне і діалогічне мовлення з вокальною та інструментальною музикою, танцювальне мистецтво й естрадні прийоми. Оперети пишуться на комічний сюжет, музичні номери в них коротші, ніж в оперних. У цілому музика оперети носить легкий, розважальний характер, однак напряму наслідує традиції академічної музики.
Визначні оперети створили:
- Франція — Жак Оффенбах, Шарль Лекок, Робер Планкет, Флорімон Ерве
- Англія — Артур Салліван та Вільям Гілберт
- Відень — Йоганн Штраус (син), Франц фон Зуппе, Карл Міллекер, Карл Целлер, Імре Кальман, Франц Легар
- Україна — Станіслав Дунецький, Ярослав Барнич
- Радянський Союз — Ісак Дунаєвський, Георгій Свиридов, Юрій Мілютін, Олексій Рябов, Оскар Сандлер, Василь Соловйов-Сєдой, Дмитро Шостакович.

Одним з організаторів театральної справи музичної комедії в Україні був Федір Валентетті (1872—1919).
Починаючи з 1920-х у США з'явився жанр мюзиклу, пов'язаний з іменами Леонарда Бернстайна, Ірвінга Берліна, Джорджа Гершвіна, Фредеріка Лоу, Кенні Роджерса.

## Джерело
- Юрій Юцевич. Музика: словник-довідник. — Тернопіль, 2003. — 404 с. — ISBN 966-7924-10-6. (html-пошук по словнику, djvu)